# William Dutoit
William Dutoit, né le 18 septembre 1988 à Roncq en France, est un footballeur français qui joue au poste de gardien de but.

## Biographie
William Dutoit est formé au Racing Club de Lens. Non conservé par le Racing à l'issue de sa formation, il rejoint les clubs amateurs de l'ASM Belfort et du FC Vesoul.
En 2010, il quitte la France et s'engage avec le Royal Boussu Dour Borinage, club de deuxième division belge. Il est transféré en 2014 à Saint-Trond, club avec lequel il est promu en première division dès sa première saison.
Il inscrit le premier but de sa carrière professionnelle le 7 novembre 2015, lors d'un match de Jupiler League sur la pelouse de Lokeren, dans les dernières secondes de la rencontre (score : match nul 1-1).

## Palmarès
- Champion de Belgique de D2 en 2015 avec le Saint-Trond VV